# 일본의 미학
일본의 미학은 와비(일시적이고 뚜렷한 아름다움), 사비(자연스러운 녹청과 노화의 아름다움), 유겐(심오한 우아함과 섬세함)을 포함하는 일련의 고대 이상(ancient ideal)으로 구성된다. 이러한 이상과 기타 이상은 무엇이 고상하고 아름다운지에 대한 일본의 문화 및 미적 기준의 상당 부분을 뒷받침한다. 따라서 서구 사회에서는 철학으로 여겨지는 반면, 일본에서는 미학의 개념이 일상생활의 필수적인 부분으로 간주된다. 일본의 미학은 이제 다양한 이상을 포괄한다. 이들 중 일부는 전통적인 반면 다른 일부는 현대적이며 때로는 다른 문화의 영향을 받는다.

## 같이 보기
- 카와이
- 일본도
- 일본 정원
- 이케바나
- 일본 음악
- 모노노 아와레
- 5S (방법론)